# 7e Convention nationale acadienne
 (août 2022).

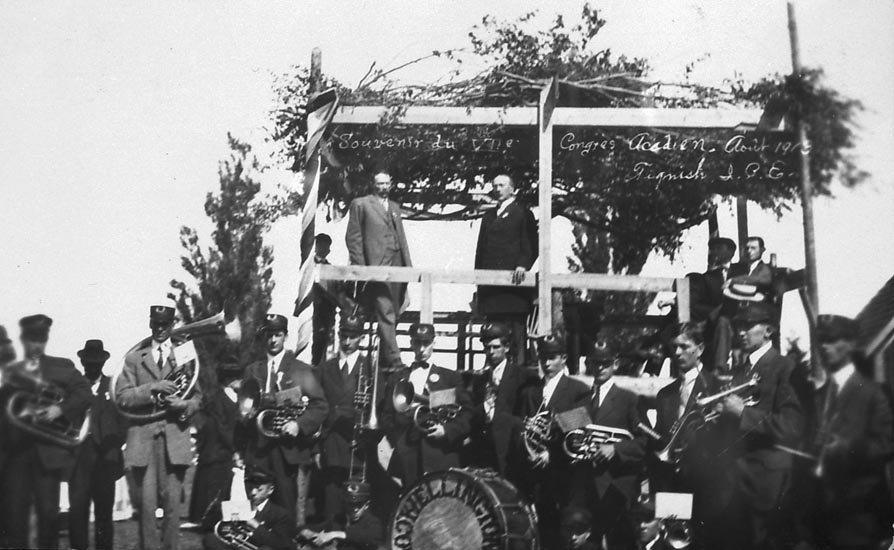
La 7e Convention nationale acadienne.

La VIIe convention nationale acadienne a lieu en 1913 à Tignish, à l'Île-du-Prince-Édouard (Canada).
La majeure partie du temps est consacrée à fêter la nomination, l'année précédente, de Mgr Édouard Alfred LeBlanc, le premier évêque acadien. Un Comité de rapatriement, de colonisation et d'agriculture est mis sur pied, destiné à tenter de ramener des États-Unis les Acadiens exilés.